# Абубакар, Амина Тити Атику
Амина Титилайо Атику-Абубакар (англ. Amina Titi Atiku-Abubakar; урожденная Титилайо Альберт англ. Titilayo Albert; род. 6 июня 1949, Осун) — нигерийская защитница прав женщин и детей, жена бывшего вице-президента Нигерии Атику Абубакара. Она является основателем Фонда по искоренению торговли женщинами и детского труда (WOTCLEF) и инициатором частного законопроекта, который привел к созданию Национального агентства по запрету торговли людьми (NAPTIP).

## Ранняя жизнь и образование
Титилайо Альберт родилась в христианской семье народа йоруба из города Илеша, штат Осун. Она выросла в Лагосе и получила начальное образование в Лафьяджи, а затем продолжила обучение в школе Святой Марии Иво, штат Осун, где училась до 1969 года.
В 1971 году, перед тем как поступить в Кадунский политехнический институт, она вышла замуж за Атику Абубакара, тогда молодого таможенника. Помимо английского, она свободно говорит на языках йоруба и хауса. Она приняла ислам.

## Карьера и пропаганда
Она была преподавателем в политехническом институте штата Кадуна. В 1986 и в 1987 годах, во время пребывания в Риме для продолжения своего образования, она видела на улице много нигерийских девушек. После того, как она провела расследование, она поняла, что многие девушки работали проститутками, и довольно часто им не платили.

## Работа в фондах
В 1999 году, когда её муж Атику Абубакар стал вице-президентом Нигерии, она начала выступать за прекращение принудительной проституции и других форм торговли людьми. Она основала Фонд по искоренению торговли женщинами и детского труда (WOTCLEF), а затем спонсировала частный законопроект о строгом наказании торговцев людьми и создании федерального агентства, Национального агентства по запрету торговли людьми, ответственного за борьбу с торговлей людьми в Нигерии. Она также проводила образовательные курсы, направленные на приём и реабилитацию девочек, репатриированных из разных стран обратно в Нигерию.

## Награды
- Ежегодная премия Нигерийских женщин (2002)[12]
- Премия D'linga (2010)[13]

## Публикации
Амина Тити Абубакар является автором ряда публикаций, в том числе:
- Образование нигерийского ребенка[15]
- Расширение прав и возможностей закона для борьбы с детским рабством[16]
- Давайте праздновать гуманизм: Сборник речей о правах женщин и торговле людьми[17]